# Asteronim
Asteronim (z gr. ἀστήρ „gwiazda” + ὄνομα „imię”, ros. астроним) – pseudonim, rodzaj kryptogramu , podpis, składający się z jednej lub kilku asterysków (*), stosowany w miejsce nazwiska autora. Liczba gwiazdek bywa zróżnicowana – od jednej do siedmiu – a ich układ w podpisie może przyjmować różne formy, takie jak linia prosta (np. ** ***), trójkąt (⁂) czy romb.
W rosyjskim środowisku literackim XIX wieku asteronimy były szeroko stosowane przez wielu twórców, m.in. przez Gawriiła Dierżawina, Jewgienija Baratynskiego, Aleksandra Puszkina (np. w wierszu  Do ***), Aleksandra Poleżajewa, Nikołaja Jazykowa, Fiodora Tiutczewa i Walerija Briusowa. Popularność tej formy anonimizacji była tak duża, że w jednym z almanachów z początku XIX wieku wydawca zamieścił komentarz wyjaśniający, że trzema gwiazdkami na jednej stronie podpisał się inny poeta niż ten oznaczony takim samym symbolem na stronie 77.
W niektórych przypadkach treść książki, artykułu lub wiersza umożliwiała łatwe rozszyfrowanie autora, skrywającego się za asteronimem. Przykładem może być wydany w 1867 roku zbiór opowiadań Aleksandra Hercena, opatrzony trzema gwiazdkami zamiast nazwiska autora, który zawierał m.in. dobrze znane utwory Doktor Krupow oraz Sroka złodziejka.
W Słowniku terminów literackich (Wrocław 1976) rosyjski termin „астроним” nie ma swojego odpowiednika. Jan Wawrzyńczyk za językoznawcą radzieckim Walentinem Dmitrijewem proponuje w tłumaczeniach z języka rosyjskiego na polski stosować termin „asteronim”, choć w Słowniku wyrazów obcych (ros. Словарь иностранных слов, Moskwa 1982) wyraz ten – w odróżnieniu od polskiego terminu „asteronim” – nie implikuje obligatoryjnie użycia asterysku.